# Situação de dupla perda

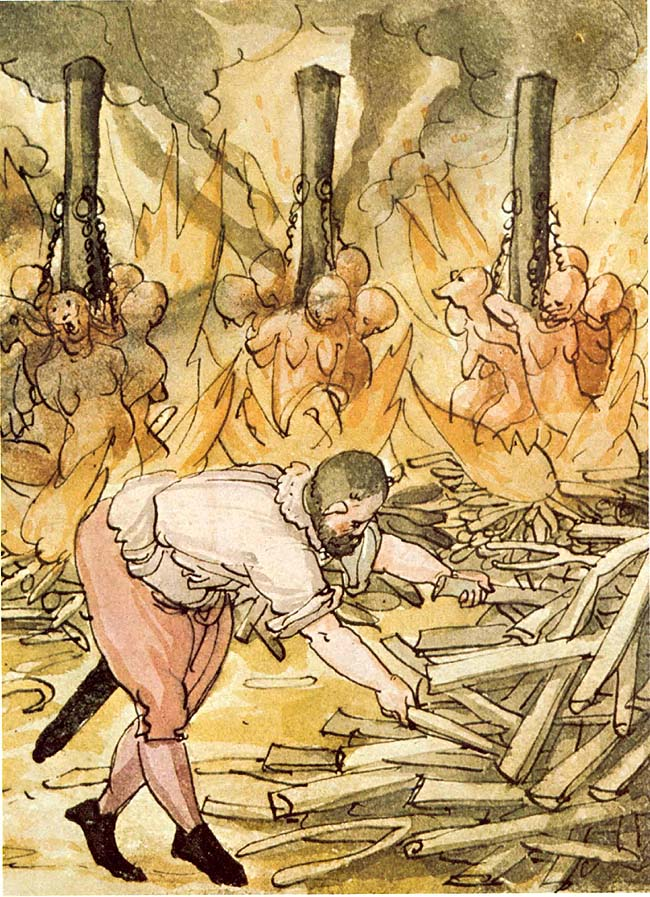
A caça às bruxas; independentemente do resultado do teste de inocência, o resultado era sempre a morte.

Uma situação de dupla perda, vulgarmente chamada de situação de nada a ganhar, perda garantida ou escolha inútil, é um evento que se desdobra no sentido de o interveniente ter várias escolhas mas nenhuma delas resultar num cenário positivo.
Por exemplo, numa situação em que ao interveniente é dado a escolher a forma como deseja morrer (imagine-se por alvejamento, envenenamento, asfixia, etc.), o seu destino está traçado, pois, independentemente da decisão que tome, o resultado será sempre negativo (a morte).
Na teoria, toda e qualquer situação de dupla perda pressupõe à partida uma premissa que conduz inevitavelmente a decisão para o mesmo desfecho, independentemente do que esta seja. Este fenómeno também inclui o paradigma da ilusão de escolha.[carece de fontes?]

## Na Teoria do Jogo
Na teoria que estuda as jogadas e os movimentos dos jogadores, uma situação de dupla perda pode ser infligida propositadamente por um jogador ao seu oponente, obrigando-o, tendo em conta as regras do jogo em questão, a executar movimentos que o prejudicarão independentemente da escolha que este faça. Um exemplo será o de, num jogo de damas, um jogador obrigar o oponente a comer uma das pedras, armando-lhe uma armadilha no turno seguinte para essa mesma pedra. A esta ação chama-se tramar ou secar o oponente.[carece de fontes?]
Uma outra interpretação da situação de dupla perda designa uma situação em que nenhum dos jogadores beneficie do resultado da jogada. Este cenário pode ser despoletado por uma ou várias das seguintes razões:
- Circunstâncias impossíveis de evitar ou prever que prejudicam o jogo após feita determinada decisão. Este tipo de situações é frequente em jogos de ficção interativa.
- Zugzwang, relativo ao xadrez, em que qualquer jogada prejudica invariavelmente o jogador.
- Um evento em que o jogador necessita obrigatoriamente de executar dois movimentos mutuamente independentes, cada um dos quais tendo de ser executados antes do outro (um Ardil 22)[1]
- Ignorância perante os movimentos do oponente, o que significa que a decisão mais acertada para todos difere da de cada um individualmente (como testemunha o Dilema do Prisioneiro).

## Na História
O conselho de Carl von Clausewitz ("nunca declarar uma guerra sem garantir que ela já está ganha") caracteriza a guerra como uma das situações de perda dupla. Um exemplo relativamente parecido encontra-se na vitória pírrica, na qual o lado vitorioso da guerra, devido aos danos sofridos, sai prejudicado ao ponto de não poder saborear realmente uma vitória. Um exemplo flagrante é o da fação dos Aliados da II Guerra Mundial; a vitória foi conseguida, mas a destruição quase completa da Europa Ocidental mergulhou os europeus numa profunda crise.[carece de fontes?]
Paralelamente, na Europa medieval, as mulheres suspeitas de bruxaria eram por vezes amarradas e atiradas à água para testar a sua inocência. Alegadamente, uma bruxa flutuaria (ao invocar o poder do Demónio para a salvar do afogamento), e então seria executada; no entanto, uma mulher que não flutuasse e comprovasse que não era uma bruxa, afogar-se-ia, acabando derradeiramente por ter o mesmo fim da bruxa.